# Estación Las Charcas
La Estación Las Charcas es una estación subterránea muy importante que conecta las estaciones del eje sur del Transmetro de la Ciudad de Guatemala.
Está ubicada sobre la Calzada Aguilar Batres en las zonas 11 y 12 de la Ciudad de Guatemala, frente al centro comercial Pacific Center, uno de los centros comerciales ubicados sobre dicha arteria.
Para poder ingresar a esta estación hay que hacerlo por un túnel subterráneo en lugar de una pasarela como es en el resto de demás estaciones.
- Datos: Q21002816